# Сулейманов, Сулейман Багир оглы
Сулейман Багир оглы Сулейманов (азерб. Süleyman Bağır oğlu Süleymanov; 1899, Овшар, Елизаветпольская губерния — 29 ноября 1978, Узеиркенд, Агджабединский район) — советский азербайджанский животновод, Герой Социалистического Труда (1958).

## Биография
Родился в 1899 году в селе Авшар Шушинского уезда Елизаветпольской губернии (ныне село в Агджабединском районе Азербайджана).
Участник Великой Отечественной войны. С 1942 года на фронте. Служил в 38 запасной стрелковой дивизии.
В 1930—1968 годах — чабан, председатель, председатель ревизионной комиссии, старший чабан колхоза «Шафак» Агджабединского района.
Указом Президиума Верховного Совета СССР от 21 ноября 1958 года за выдающиеся успехи, достигнутые в деле развития овцеводства и увеличения производства шерсти Сулейманову Сулейману Багир оглы присвоено звание Героя Социалистического Труда с вручением ордена Ленина и золотой медали «Серп и Молот».
С 1968 года — пенсионер союзного значения.
Скончался 29 ноября 1978 года в родном селе.